# Indischer Kreis

Animation (Winterhalbjahr)

Indischer Kreis: Schnittpunkte mit Schattenbahn der Stabspitze liegen auf Ost-West-Linie

Unter dem indischen Kreis versteht man ein Verfahren, mit dem es ohne Kompass möglich ist, die Himmelsrichtungen mit Hilfe der Tagesbahn eines von der Sonne erzeugten Punktschattens zu bestimmen. Als schattenwerfender Punkt (Nodus) dient in der Regel die Spitze eines senkrecht in den Boden gesteckten Stabes. Die im Allgemeinen hyperbelförmige Schattenbahn ist zur Nord-Süd-Richtung symmetrisch. Primär bestimmt man Osten und Westen mit Hilfe der beiden Schnittpunkte der Tagesbahn mit einem Kreis, dessen Mittelpunkt sich im Fußpunkt des Stabes befindet. Der Kreisradius wird so gewählt, dass die Tagesbahn eine Zeit lang vor und nach dem Mittag innerhalb des Kreises verläuft. Die Verbindungslinie der beiden Schnittpunkte hat Ost-West-Richtung, die Verbindung der Linienmitte mit dem Fußpunkt hat Nord-Süd-Richtung.
Sinnvoll ist,  zuerst die Schattenlinie auf dem Boden zu markieren, und dann einen Kreis bis zu den Enden der Schattenlinie zu schlagen. Vorteil: Der Kreis hat den größtmöglichen Radius, so dass die Richtungsmessung am genauesten wird.
Das Verfahren hat seinen Namen von den ältesten dazu erhaltenen Quellen, die aus Indien stammen. Das genaue Alter des Verfahrens ist unbekannt, seine Durchführung erfordert aber ein Minimum an astronomischen und geometrischen Kenntnissen. Dass die meisten alten Kulturen und auch die jungsteinzeitlichen Ackerbauern diese Technik gekannt haben, zeigt die größtenteils gradgenaue Ausrichtung ihrer Gräber beziehungsweise der in sie gelegten Toten nach den Himmelsrichtungen. In der späten Jungsteinzeit (3. Jt. v. Chr., Schnurkeramik) wurden Frauen mit dem Kopf nach Osten und Männer mit dem Kopf nach Westen begraben. Die Toten wurden auf diejenige Körperseite gelegt, die es erlaubte, dass das Gesicht nach Süden zeigte.

## Anmerkung
1. ↑  Bei Sonnenauf- und -untergang liegen die Schattenpunkte im Unendlichen. Ein Indischer Kreis kann groß, aber praktischerweise nicht beliebig groß (schon gar nicht unendlich groß) sein.